# Hamanako Tokyu Cup 2013
L'Hamanako Tokyu Cup 2013 è stato un torneo di tennis facente parte della categoria ITF Women's Circuit nell'ambito dell'ITF Women's Circuit 2013. Il torneo si è giocato a Hamamatsu in Giappone dal 21 al 27 ottobre 2013 su campi in erba e aveva un montepremi di $25,000.

## Vincitrici

### Singolare
Shūko Aoyama ha battuto in finale  Eri Hozumi con il punteggio di 7–6(4), 6–1

### Doppio
Shūko Aoyama /  Junri Namigata hanno battuto in finale  Belinda Bencic /  Sofia Shapatava con il punteggio di 6–4, 6–3